# NGC 1858
NGC 1858 est un amas ouvert associé à une nébuleuse en émission situé dans la constellation de la Dorade. Cet amas et cette nébuleuse sont situés dans le Grand Nuage de Magellan. NGC 1858 est découvert par l'astronome écossais James Dunlop en 1826. 

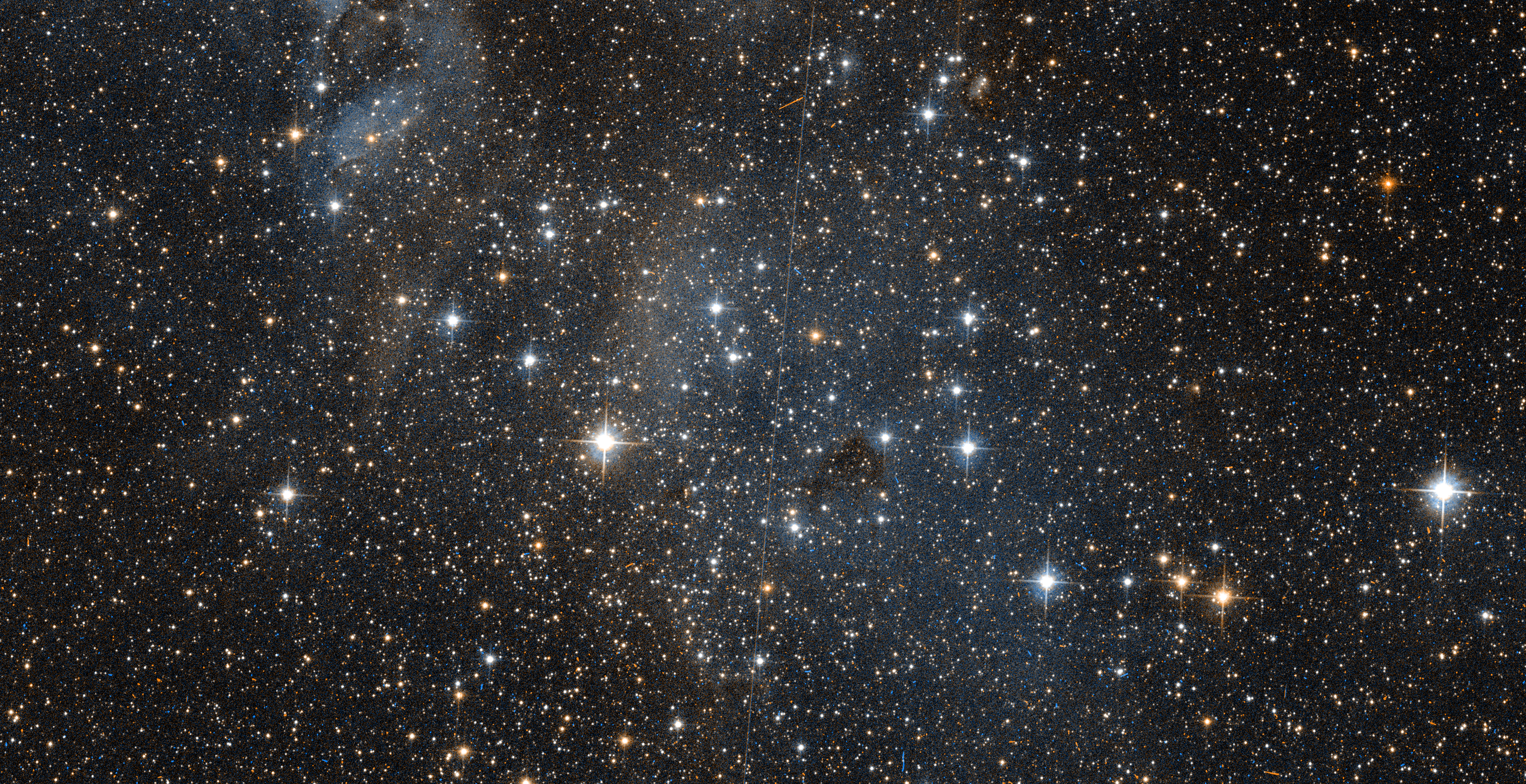
NGC 1858 par le télescope spatial Hubble.

La nébuleuse renferme une source radio à spectre continu (Flat-Spectrum Radio Source) ainsi que des régions d'hydrogène ionisé.